# 국립공원 목록
아래는 국립공원의 목록이다.

## 아시아

### 대한민국
- 가야산 국립공원
- 경주 국립공원
- 계룡산 국립공원
- 내장산 국립공원
- 다도해해상 국립공원
- 덕유산 국립공원
- 무등산 국립공원
- 변산반도 국립공원
- 북한산 국립공원
- 설악산 국립공원
- 소백산 국립공원
- 속리산 국립공원
- 오대산 국립공원
- 월악산 국립공원
- 월출산 국립공원
- 주왕산 국립공원
- 지리산 국립공원
- 치악산 국립공원
- 태백산 국립공원
- 태안해안 국립공원
- 팔공산 국립공원
- 한라산 국립공원
- 한려해상 국립공원

### 이스라엘
- 카멜 산 국립공원 자연보존지구

### 인도
- 사산 기르 국립공원
- 카지랑가 국립공원
- 코르베트 국립공원
- 칸하 국립공원
- 반다브가르 국립공원
- 순데르반스 국립공원
- 무두말라이 국립공원
- 인디라 간디 국립공원
- 뺀츠 국립공원
- 사리스까 국립공원
- 란탐보르 국립공원

### 인도네시아
- 우중쿨론 국립공원
- 구눙 르우제르 국립공원
- 와이 캄바스 국립공원
- 발루란 국립공원
- 코모도 국립공원

### 일본
- 다이세쓰 산 국립공원
- 닛코 국립공원
- 세토 내해 국립공원
- 시레토코 국립공원
- 후지 하코네 이즈 국립공원
- 미나미알프스 국립공원
- 아소쿠주 국립공원
- 이세시마 국립공원
- 주부 산악 국립공원
- 조신에쓰 고원 국립공원
- 산인 해안 국립공원

### 캄보디아
- 앙코르 국립공원

### 태국
- 카오야이 국립공원

### 터키
- 카라테페 아슬란타시 국립공원

### 필리핀
- 마욘 화산 국립공원
- 아포 산 국립공원

### 네팔
- 치트완 국립공원

## 남아메리카

### 에콰도르
- 갈라파고스 국립공원

### 아르헨티나
- 나우엘우아피 국립공원
- 로스글라시아레스 국립공원
- 이과수 국립공원 (아르헨티나) - 브라질의 이과수 국립공원과 맞닿아 있다.

### 페루
- 마누그란 국립공원
- 우아스카란 국립공원

### 베네수엘라
- 시에라네바다 데메리다 국립공원
- 엔리피티에르 국립공원
- 카나이마 국립공원

### 브라질
- 세라 다 카나스트라 국립공원
- 아마존 국립공원
- 이과수 국립공원 (브라질) - 아르헨티나의 이과수 국립공원과 맞닿아 있다.
- 렌소이스 마라냥시스 국립공원

### 가이아나
- 카이에투르 국립공원

### 칠레
- 투리스모 라파누이 국립공원
- 투리스모 카보데오르노스 국립공원
- 투리스모 프라이호르헤 국립공원

### 콜롬비아
- 푸라세 국립공원

### 우루과이
- 프랭클린 D. 루스벨트 국립공원

## 북아메리카

### 그린란드
- 북동 그린란드 국립공원

### 미국
- 그랜드캐니언 국립공원
- 그레이트 스모키 산맥 국립공원 - 노스캐롤라이나주에서 테네시주까지 걸침.
- 글레이셔 국립공원 - 몬태나주
- 글레이셔 만 국립공원 - 알래스카주
- 미국 국립공원 - 몬태나주. 워터턴-글레이셔 국제평화공원의 미국쪽 지역
- 데날리 국립공원 보호구 - 알래스카주
- 데스밸리 국립기념지 - 캘리포니아주 및 네바다주
- 레드우드 국립공원 - 캘리포니아주
- 레인보브리지 국립기념지 - 유타주
- 로키 산 국립공원 - 콜로라도주
- 메사버드 국립공원 - 콜로라도 주
- 미국 석화림 국립공원 - 애리조나주
- 미드 호 국립휴양지 - 애리조나주 및 네바다 주
- 배들랜즈 국립기념지 - 사우스다코타주
- 브라이스캐니언 국립공원 - 유타주
- 아일로열 국립공원 - 미시간주
- 애팔래치아 국립관광로 - 뉴햄프셔주에서 출발하여 조지아주까지 걸쳐 있음.
- 에버글레이즈 국립공원 - 플로리다주
- 옐로스톤 국립공원 - 와이오밍주, 몬태나 주, 아이다호주
- 올림픽 국립공원 - 워싱턴주
- 요세미티 국립공원 - 캘리포니아 주
- 자이언 국립공원 - 유타 주
- 치커모가-채터누가 국립 군사공원 - 조지아주 및 테네시주
- 칼즈배드 동굴 국립공원 - 뉴멕시코주
- 캐니언랜즈 국립공원 - 유타 주
- 캐트마이 국립공원 보호구 - 알래스카 주
- 케이프코드 국립해안 - 매사추세츠주
- 콜로니얼 국립 역사공원 - 버지니아주
- 포트 제퍼슨 국립기념지 - 플로리다주
- 픽처드록스 국립호안 - 미시간주
- 하와이 화산 국립공원 - 하와이주
- 화이트샌즈 국립기념지 - 뉴멕시코주
- 게티스버그 국립 군사 공원 - 펜실베이니아주 애덤스군

### 멕시코
- 리오블랑코 협곡 국립공원
- 익스타시 우아틀포포 카테페틀 국립공원
- 피코데 오리사바 국립공원

### 캐나다
- 밴프 국립공원 - 앨버타주
- 요호 국립공원 - 브리티시컬럼비아주. 밴프 국립공원과 인접.
- 우드버펄로 국립공원 - 앨버타 주에서 노스웨스트 준주까지 걸쳐 있음.
- 워터턴 호 국립공원 - 앨버타 주
- 펀디 국립공원 - 뉴브런즈윅주
- 아유이툭 국립공원 - 누나부트 준주

### 과테말라
- 아티틀란 국립공원
- 티칼 국립공원

### 파나마
- 알토스데 캄바나 국립공원

### 코스타리카
- 토르투게로 공원

## 아프리카

### 나미비아
- 나우클루프트 국립공원
- 에토샤 국립공원

### 나이지리아
- 오코무 국립공원

### 남아프리카 공화국
- 칼라하리 겜스복 국립공원
- 크루거 국립공원
- 마운틴 지브라 국립공원

### 모로코
- 투브칼 국립공원

### 모잠비크
- 고롱고사 국립공원

### 보츠와나
- 오카방고 국립공원
- 겜스복 국립공원
- 초베 국립공원

### 앙골라
- 모사메데스 보호지구

### 에티오피아
- 아와시 국립공원

### 우간다
- 루웬조리 국립공원
- 카발레가 국립공원

### 잠비아
- 카푸에 국립공원

### 중앙아프리카 공화국
- 마노보-군다-생 플로리 국립공원

### 짐바브웨
- 빅토리아 폭포 국립공원
- 잠베지 국립공원
- 황게 국립공원

### 카메룬
- 와자 국립공원

### 케냐
- 나이로비 국립공원
- 차보 국립공원

### 코트디부아르
- 코모에 국립공원

### 콩고
- 오잘라 국립공원

### 콩고 민주 공화국
- 비룽가 국립공원

### 탄자니아
- 세렝게티 국립공원
- 킬리만자로 국립공원
- 아루샤 국립공원
- 응고롱고로 보존지역

## 유럽

### 그리스
- 올림포스 국립공원

### 네덜란드
- 벨뤼웨좀 국립공원

### 노르웨이
- 론다네 국립공원

### 덴마크
- 한스테드 보호구

### 독일
- 바이에른 산림지대 국립공원

### 러시아
- 스톨비 보호구
- 테베르다 보호구

### 루마니아
- 레테자트 국립공원

### 벨로루시
- 벨로베주스 카야푸시차 국립공원

### 슬로베니아
- 트리글라브 국립공원

### 스웨덴
- 사레크 국립공원
- 아비스코 국립공원

### 스위스
- 스위스 국립공원

### 아이슬란드
- 스카프타펠 국립공원

### 에스파냐
- 오르데사 계곡 국립공원

### 영국
- 다트무어 국립공원
- 레이크 디스트릭트 국립공원
- 스노우도니아 국립공원
- 요크셔데일스 국립공원

### 오스트리아
- 호에타우 에른 국립공원

### 이탈리아
- 그란파라디소 국립공원
- 아브루초 국립공원
- 베수비오 국립공원

### 체코
- 타트란스키 국립공원

### 크로아티아
- 플리에세비차 호 국립공원

### 폴란드
- 바비오 구르스키 국립공원
- 비아우오비에스키 국립공원
- 타트자인스키 국립공원

### 프랑스
- 바노이스 국립공원
- 피레네 옥시당탈 국립공원

### 핀란드
- 팔라스-오우나스 툰투리 국립공원

### 헝가리
- 호르토바디 국립공원

## 오세아니아

### 뉴질랜드
- 아스피링 산 국립공원
- 쿡 산 국립공원
- 통가리로 국립공원
- 피오르드랜드 국립공원

### 오스트레일리아
- 스털링 산맥 국립공원 - 웨스턴오스트레일리아주
- 울루루 국립공원 - 노던 준주
- 카나번 국립공원 - 퀸즐랜드주
- 크래들 산 세 인트클레어 호 국립공원 - 태즈메이니아주
- 코지어스코 국립공원 - 뉴사우스웨일스주

## 같이 보기
- 유럽의 국립공원
- 아메리카의 국립공원